# Erica aspalathifolia
Erica aspalathifolia är en ljungväxtart som beskrevs av Harry Bolus. Erica aspalathifolia ingår i släktet klockljungssläktet, och familjen ljungväxter. Utöver nominatformen finns också underarten E. a. bachmannii.